# Josifovius
Josifovius is een geslacht van wantsen uit de familie van de Miridae (Blindwantsen). Het geslacht werd voor het eerst wetenschappelijk beschreven door Konstantinov in 2008.

## Soorten
Het genus is monotypisch en bevat alleen de volgende soort:

- Josifovius dimorphus (Wagner, 1961)